# 포클랜드 제도의 코로나19 범유행
포클랜드 제도에서는 코로나19 범유행에 따른 확진자가 2020년 4월 3일 처음 확인되었다. 마지막으로 확인된 확진자까지 집계하면 포클랜드 제도의 총 확진자수는 13명이며, 모두 마운트 플리전트의 영국군 기지에서 발생하였다. 이들 환자는 전원 완치되었다.

## 배경
2020년 1월 12일 세계보건기구(WHO)는 2019년 12월 31일부터 일어난 중화인민공화국 후베이성 우한시의 집단 호흡기 질환이 신종 코로나바이러스 때문이라는 것을 확인하였다.
2020년 3월 코로나19가 본격적으로 확산함에 따라 포클랜드 제도에서도 전염병 방역플랜 (The Falkland Islands Infectious Diseases Plan)이 마련되었다. 포클랜드 제도 내에서의 강력한 방역대책 역시 시행되며, 여기에는 다음과 같은 사안이 들어갔다.
- 불필요한 국내외 여행의 전면 제한
- 각 학교와 유치원 등교에 대한 변동 가능성 (향후 몇 주 이내에 점차 적용)
- 포클랜드 국영 항공 (FIGAS)과 콩코디아 만의 이용에 관한 수칙 개정
- 의료서비스 제공에 대한 변동사항 (킹 에드워드 7세 메모리얼 병원의 차후 운영방향과 스탠리 시외의 방문진료 확대)
- 당국이 파악한 취약계층 주민과 접촉 및 추가 안내
- 기업과 근로자를 아울러 포클랜드 제도의 경제 전반을 지원하기 위한 다양한 방안 모색, 적절한 시기에 발표

포클랜드 제도 내에는 코로나바이러스 검사를 진행할 수 있는 시설이 따로 없기 때문에, 섬에서 12,800km 떨어진 영국까지 검체를 보내 테스트 결과를 통보받는데 이 모든 과정이 10일가량 소모된다. 3월 23일 아르헨티나 정부는 주브라질 영국 대사 측에게 코로나19 검사키트를 비롯한 의료물자를 포클랜드 제도에 전달하는 방안을 타진하였으나, 3월 27일 포클랜드 제도 측은 아르헨티나 측의 제안을 승낙하지 않은 것으로 알려졌다. 이후 포클랜드 제도는 검사 장비를 자체적으로 조달받기로 하였으며, 5월 17일부로 바이러스 검사 시설이 본격적인 운영에 들어가기 시작했다.

## 경과
| 포클랜드 제도의 코로나19 현황 () 사망자 회복자 수 현재 환자 수                                  | 포클랜드 제도의 코로나19 현황 () 사망자 회복자 수 현재 환자 수 | 포클랜드 제도의 코로나19 현황 () 사망자 회복자 수 현재 환자 수 | 포클랜드 제도의 코로나19 현황 () 사망자 회복자 수 현재 환자 수 | 포클랜드 제도의 코로나19 현황 () 사망자 회복자 수 현재 환자 수 |
| ----------------------------------------------------------------------------------------------- | -------------------------------------------------------------- | -------------------------------------------------------------- | -------------------------------------------------------------- | -------------------------------------------------------------- |
| 날짜                                                                                            | 날짜                                                           |                                                                | 환자 수                                                        | 환자 수                                                        |
| 2020-04-03                                                                                      | 2020-04-03                                                     |                                                                | 1                                                              | 1                                                              |
| ⋮                                                                                               | ⋮                                                              |                                                                | 1(=)                                                           | 1(=)                                                           |
| 2020-04-05                                                                                      | 2020-04-05                                                     |                                                                | 2(+100%)                                                       | 2(+100%)                                                       |
| ⋮                                                                                               | ⋮                                                              |                                                                | 2(=)                                                           | 2(=)                                                           |
| 2020-04-08                                                                                      | 2020-04-08                                                     |                                                                | 5(+150%)                                                       | 5(+150%)                                                       |
| ⋮                                                                                               | ⋮                                                              |                                                                | 5(=)                                                           | 5(=)                                                           |
| 2020-04-14                                                                                      | 2020-04-14                                                     |                                                                | 11(+120%)                                                      | 11(+120%)                                                      |
| ⋮                                                                                               | ⋮                                                              |                                                                | 11(=)                                                          | 11(=)                                                          |
| 2020-04-17                                                                                      | 2020-04-17                                                     |                                                                | 11(=)                                                          | 11(=)                                                          |
| ⋮                                                                                               | ⋮                                                              |                                                                | 11(=)                                                          | 11(=)                                                          |
| 2020-04-21                                                                                      | 2020-04-21                                                     |                                                                | 12(+9%)                                                        | 12(+9%)                                                        |
| ⋮                                                                                               | ⋮                                                              |                                                                | 12(=)                                                          | 12(=)                                                          |
| 2020-04-24                                                                                      | 2020-04-24                                                     |                                                                | 13(+8.3%)                                                      | 13(+8.3%)                                                      |
| ⋮                                                                                               | ⋮                                                              |                                                                | 13(=)                                                          | 13(=)                                                          |
| 2020-04-30                                                                                      | 2020-04-30                                                     |                                                                | 13(=)                                                          | 13(=)                                                          |
| 출처 - fig.gov.fk 차트 변화가 특정 날짜에만 모여 있는 것은 검사결과가 지연 통보되었기 때문이다. |                                                                |                                                                |                                                                |                                                                |

### 3월
2020년 3월 19일, 포클랜드 제도 주민 238명이 코로나19 전파를 우려해 아르헨티나 코르도바행 비행기를 타고 섬을 떠났다.
포클랜드 제도 당국은 코로나19 대유행과 관련해 영국 정부와 접촉했다고 밝혔다. 당국은 포클랜드 제도에 남아있는 여행객과 외국인을 대상으로 차후 국외 비행편이 보장되지 않을 가능성을 이유로 하루빨리 섬을 떠날 것을 권고하는 한편, 포클랜드 제도로 들어오는 크루즈선은 최소 10일 이상 탑승한 동시에 코로나19 증상을 보이지 않는 승객을 태운 경우에 한해 입항을 허가하도록 했다. 포클랜드 제도의 각 섬 간의 교통편은 대폭 제한하고, 사회적 거리두기 조치도 실시되었다.
3월 23일, 아르헨티나 정부가 부에노스아이레스를 방문중인 영국 대사에게 포클랜드 제도에 의료물자를 지원할 의사가 있다고 밝혔다. 3월 26일에는 포클랜드 제도 당국이 도내 모든 학교와 유치원을 5월 4일까지 폐쇄하는 조치를 내렸다. 3월 28일에는 코로나19에 감염된 것으로 의심된 아동 1명이 중태에 빠져 스탠리으로 이송, 병원에서 치료 중에 있다는 소식이 전해졌다.

### 4월
4월 3일, 포클랜드 제도 내 첫번째 확진자가 공식적으로 확인되었다. 당국은 섬 내의 모든 학교와 유치원의 문을 닫고, 급한 용무가 있지 않은 이상 모든 근로자는 자택에 머무를 것을 권고하였다. 4월 5일에는 두번째 확진자가 확인되었다. 4월 8일에는 확진자가 5명 추가되었는데 이들 모두 마운트 플리전트 공군기지의 근무자인 것으로 조사됐다. 이에 따라 기지 내에 있던 137명이 바이러스 검사에 들어갔다. 4월 14일 기준으로 포클랜드 내 코로나19 유행현황은 확진자 총 11명, 완치자 1명으로 집계되었다.
4월 15일 기준으로 감염의심 사례 총 255건에 대해 검사를 진행중인 것으로 집계되었다. 같은날 당국은 방역 조치를 추가로 도입하여, 마운트 플리전트로의 이동을 전면 허가제로 전환하기로 하였다. 4월 17일에는 개인과 기업 등을 대상으로 한 경제 대책이 발표되었다. 여기에는 일자리 보장계획, 실업보조금, 무상환 기업보조금 지급계획 등이 포함되었다. 4월 23일에는 다음주부터 검사설비가 포클랜드 제도 내에 설치됨에 따라 자체 코로나19 검사를 진행할 수 있게 되었다고 발표하였다. 같은날 영국으로 보내진 검사샘플은 총 337건으로 집계됐다.
4월 27일, 포클랜드 제도의 모직물 시세가 전년도 대비 50% 폭락했다. 물가 자체는 감소세를 보이고 있었으나 코로나19의 유행이 결정적인 원인으로 작용한 것으로 분석됐다. 4월 29일 포클랜드 당국은 오는 5월 1일부로 각 단위당 전기요금을 기존 23파운드에서 18포인트로 인하하는 방안을 모든 소비자를 대상으로 적용한다고 발표하였다.
4월 30일, 포클랜드 제도 내 확진자 13명이 모두 완치 판정을 받았다고 공식 발표되었다.

### 5월 이후
5월 1일, 당국이 방역 봉쇄조치를 완화하기로 했다. 이에 따라 각 학교와 사업체는 5월 11부로 폐쇄 조치를 해제하나, 스탠리와 마운트 플리전트 기지 간의 이동제한 조치는 현행대로 유지된다. 5월 15일에는 추가 완화조치가 발표되어, 각 섬간의 이동제한 조치가 모두 풀렸다.
7월 6일, 포클랜드 제도의 격리수칙이 새롭게 개정되어 적용되기 시작했다. 포클랜드 제도를 방문하는 모든 사람은 여행 관련 기본정보와 방문지역 정보를 당국에 제출해야 한다. 또 도착일로부터 의무 자가격리기간 14일 동안 감염여부 관찰 절차를 받게 된다. 다만 이미 영국 내에서 격리를 마치고 입도하는 영국군 장병은 격리수칙이 면제된다.

## 통계
다음은 포클랜드 제도의 2020년 4월 한달간 실질 확진자수 현황 그래프이다.

## 같이 보기
- 영국의 코로나19 범유행
- 남아메리카의 코로나19 범유행
- 포클랜드 제도